# Wilber Sánchez (zapaśnik)
Wilber Sánchez Amita (ur. 21 grudnia 1968 w Santiago de Cuba) – kubański zapaśnik w stylu klasycznym. Brązowy medalista olimpijski z Barcelony 1992; piąty w Atlancie 1996 w wadze do 48 kg. Jeden z najbardziej utytułowanych zapaśników kubańskich w historii.
Dwukrotny mistrz świata z 1993 i 94 roku. Trzeci na Igrzyskach Panamerykańskich w 1995. Siedmiokrotnie zdobył Mistrzostwo Panamerykańskie. Dwa złota na Igrzyskach Ameryki Środkowej i Karaibów w 1990 i 1993 roku. Najlepszy zawodnik Mistrzostw Ameryki Centralnej 1990. Triumfator Pucharu Świata w 1992; drugi w 1987, 1988 i 1995, 1996; trzeci w 1989 roku.
Od dzieciństwa związany z zapasami. Trenowany przez Emiliano Tamayo zdobywał tytuły juniorów i kadetów. W 1984 roku pierwszy w Mistrzostwach Panamerykańskich. W 1986 roku został przyjęty do szkoły ESPA (Escuela Superior de Perfeccionamiento Atlético). W 1987 roku zdobył srebrny medal ma Mistrzostwach Świata Juniorów w Vancouver.